# Phare de Rota
Le phare de Rota est un phare situé sur le bord de mer de Rota , dans la province de Cadix en Andalousie (Espagne).
Il est géré par l'autorité portuaire du port de la baie de Cadix.

## Histoire
Le vieux phare, construit en 1910, était installé à la porte de la ville fortifiée avec vue sur la sortie du port. Il a remplacé le vieux feu de 1850, installé sur les murs fortifiés, qui marquait l'entrée du Guadalquivir. Il a été électrifié en 1943 pour augmenter sa portée. Il peut toujours être visité.
Ce nouveau phare est un modèle moderne du ministère des Travaux publics espagnol, une tour cylindrique en béton armé de 28 m de haut, avec galerie double et lanterne, mis en service en 1980. Il remplace, sur le même site, la station de 1910. Le phare est peint en blanc avec une seule bande rouge au sommet et le dôme de la lanterne est gris métallique.
Identifiant : ARLHS : SPA-085 ; ES-10140 - Amirauté : D2355.2 - NGA : 3908 .
|                 |
| Le front de mer |

### Lien connexe
- Liste des phares d'Espagne